# Lucas Glover
Lucas Glover, född 12 november 1979 i Greenville i South Carolina i USA, är en amerikansk professionell golfspelare. Han vann US Open 2009.